# Peter Schlangenbader

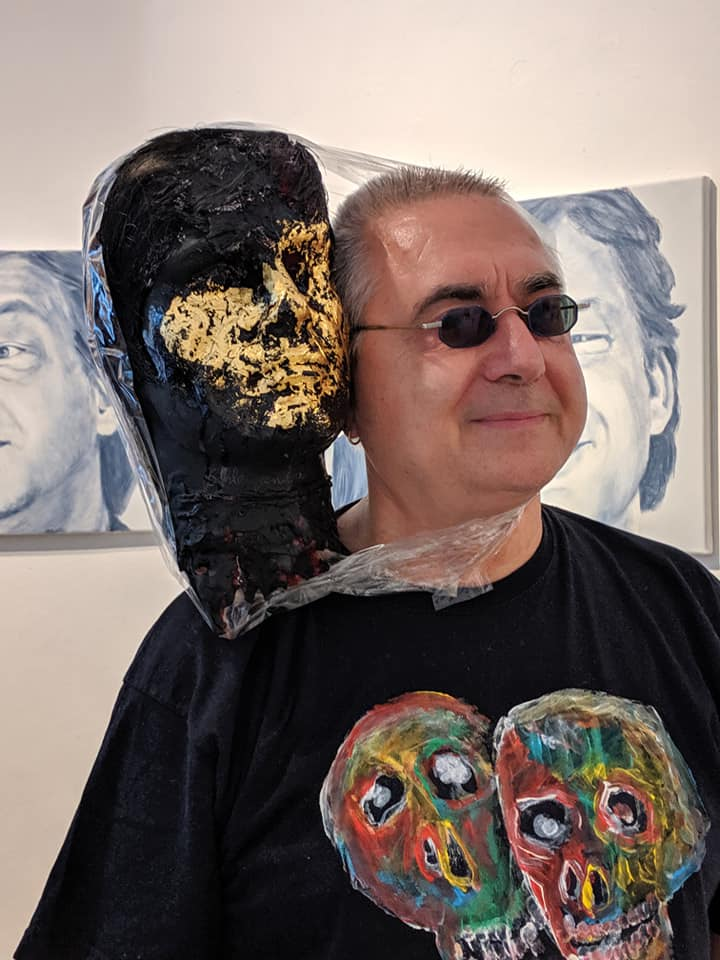
Peter Schlangenbader, Berlin, 2019.

Peter Schlangenbader (* 1953 in Berlin) ist ein deutscher Maler, Grafiker und Musiker. Er studierte von 1976 bis 1982 an der Hochschule der Künste Berlin (HdK), heute Universität der Künste Berlin (UdK), und ist Meisterschüler von Martin Engelman. Schlangenbader ist ein Vertreter der Berliner „Heftigen Malerei“, deren letztes internationales Aushängeschild, die »Neuen Wilden«, zu Weltruhm gelangte. Peter Schlangenbader lebt und arbeitet in Berlin.

## Biographie Kunst
Von 1972 bis 1975 absolvierte Peter Schlangenbader eine Ausbildung in der Königliche Porzellan-Manufaktur Berlin zum Porzellanmaler. Nach seiner Lehrzeit studierte er von 1976 bis 1982 Freie Malerei an der HdK Berlin und wurde Meisterschüler bei Martin Engelman. Beeinflusst durch die Kunstszene der »Neuen Wilden« um Rainer Fetting, Helmut Middendorf, Elvira Bach, Karl Horst Hödicke und Walter Stöhrer hatte er Anfang der 80er Jahre sein „Coming-Out als Vertreter der Berliner Heftigen Malerei“.
Kunst- und Literaturwissenschaftlerin Ariane Mhamood schreibt über Schlangenbader, „… zu seiner künstlerischen Handschrift gehört eine eigene Ikonografie: das Schlangenbader-Universum aus fliegenden Leibern, Herzen, Totenköpfen, Phalli, interstellaren Flugkörpern, Berlinsymbolen und hybriden Phantasiegestalten. Diese urbane wie universelle Symbolsprache, die auf den ersten Blick spielerisch wirkt, ist eine Verdichtung der Themen, die den Künstler umtreiben: Liebe, Lust, Gewalt, Tod, also das Dasein an sich und schließlich das Universum.“

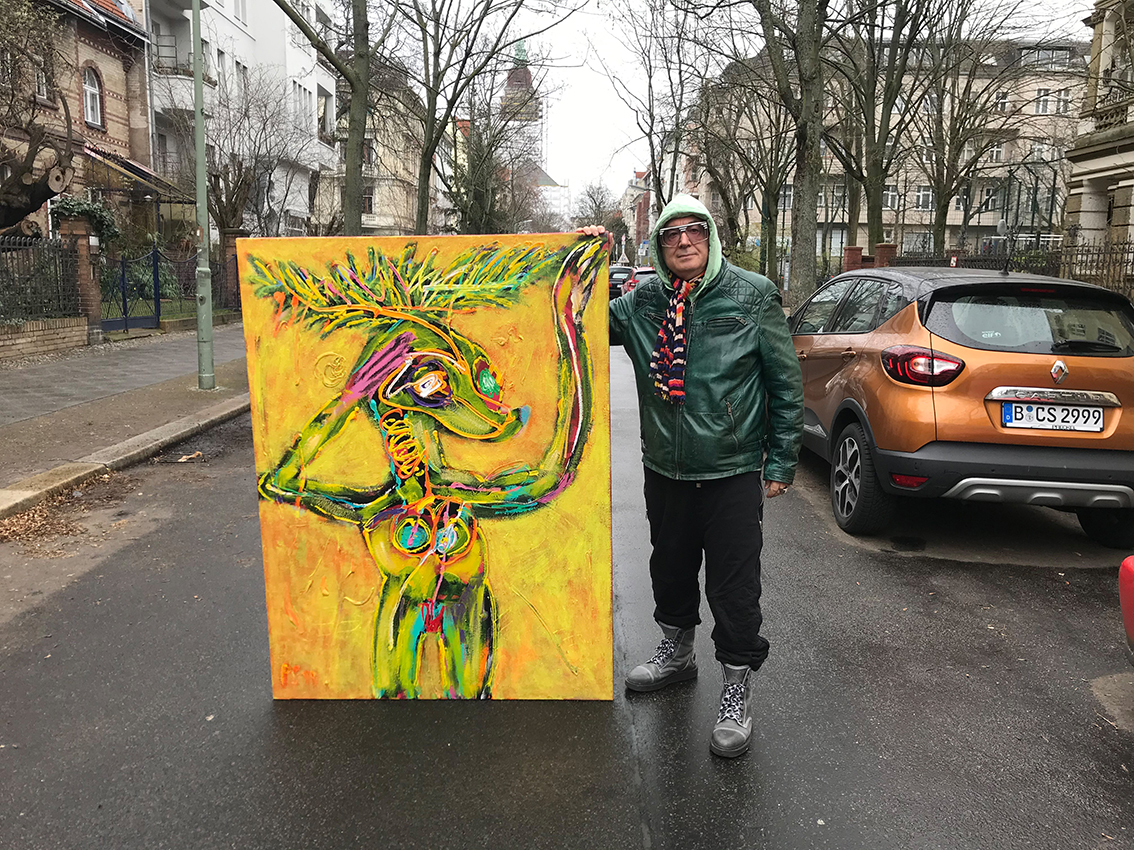
Peter Schlangenbader, Dagobert Duck als Dragqueen, Berlin, 2020.

Seit 2002 ist er Mitglied im Verein Berliner Künstler (VBK) und seit 2003 Mitgründer der Künstlergruppe „Schwarzmalerei“. Im Jahr 2004 gründete er mit Lothar Maertins die Künstlergruppe „Die fünfte Ecke“ und 2010 als Kurator die, bis heute bestehende, Ausstellungsreihe „AKTionale, Das Nackte Sein“. Als Gründer der Künstlergruppe „Brut Interstellar“ präsentiert Schlangenbader seit 2013 seine Arbeiten regelmäßig in Gruppenausstellungen.
Sein Œuvre besteht 2025 aus über 400 Bilder und mehr als 30.000 Zeichnungen.

## Biographie Musik
Im Jahr 1991 gründete er mit Lothar Maertins E-Bass und Heinz Brandenburg Gitarre die Band „Eisenstein“. Er ist dort Sänger und spielt Schlagzeug. Von 1995 bis 1996 war Schlangenbader Sänger und Schlagzeuger bei der Punkband „Schlachtvieh“ mit Lothar Maertins und Bernd Engels. 2024 gründete Peter Schlangenbader die Punkband "Cyber Romeo" mit Zam Johnson (Gitarre) und Heiji Mori (Bass).

## Auszeichnungen
- 2006 Benninghauspreises des Vereins Berliner Künstler

## Publikationen
- Kannibalen Kochbuch. Gedichte und Linolschnitte. Berlin 1994.
- Grafikkalender. 12 Monate – 12 Originale Berlin.
- ZOMBY VEGAN, Format 13 × 21 cm, 100 Seiten mit mehr als 50 Abbildungen in Farbe, Klappenbroschur fadengeheftet, auf Wunsch auch vom Künstler signiert.

ISBN 978-3-9816130-8-7

## Kataloge
- Schlangenbader, 28 S., 22 Farbabbildungen, Galerie Hellenthal GmbH, 2008.
- Peter Schlangenbader, „Das nackte Sein“, Bilder, Zeichnungen, Collagen, Objekte.

207 Seiten, Über 200 Abbildungen, 2016. VERLAG: Edition Friedenauer Brücke.
ISBN 978-3-9816130-3-2
- AKTIONALE IV Das Nackte Sein 2022, von und mit Peter Schlangenbader, 96 S., 60 Farbabbildungen, 30 s/w Abbildungen, Stiftung Neue Kultur, Ilia Castellanos & Kerstin Jasinszczak (Herausgeber), 2022. ISBN 978-3-00-073190-7.

## Sammlungen
Berlinische Galerie

## Einzel- und Gruppenausstellungen (Auswahl)
- 2006 Geschichten vom Wasser, Forum Kunst & Architektur, Essen
- 2007 Singularity In The Communal Tide, Pierro Gallery, New Jersey/USA
- 2008 Das Schlangenbader Universum, Kulturbrauerei Berlin
- 2009 Künstlerbücher, Schule für Gestaltung, Basel
- 2009 Tease Art Fair, Köln
- 2010 AKTionale, Das Nackte Sein, Verein Berliner Künstler, Berlin
- 2011 Trockenübung, Temporäre Kunsthalle des vdek, Berlin
- 2012 Armut Schmutz und Niedre Begierde, Salon Gras Fressen, Berlin
- 2013 Blutglut, Galerie Spandow, Berlin
- 2014 Berliner Liste ’14, fair for contemporary art, Berlin
- 2015 You Are Leaving The American Sector, Art Center South Florida, Miami Beach, USA
- 2016 ART STUTTGART, mit Galerie am Gendarmenmarkt, Berlin
- 2016 Cosmic Trio, Propeller Gallery Toronto, ON, Kanada
- 2016 The Cosmic Twins I, Brut Interstellar, You Me Gallery, Hamilton, Canada
- 2017 2017, Stiftung Starke, Löwenpalais, Berlin
- 2017 FAR OUT, Malerei, Objekte und Zeichnungen, Galerie Nexus, Dänemark
- 2018 KOHLE IST ALLE ADVENTEXPRESSIVE 2018, Pforzheim
- 2018 “The stars look very different today” Welcome to the Wundertüten-Boulevard, Berlin
- 2018 #UR///KNALL#, Pforzheim
- 2018 30 Jahre – 12 Monate – 12 Originale, Berlin
- 2018 Cosmic Twins, Parallelparadies, Berlin
- 2018 Gebundene Zeit, Berlin
- 2018 AKTionale III Das Nackte Sein 2018, Berlin
- 2018 art pforzheim 2018, Pforzheim
- 2018 Soweit das Auge reicht, Landschaft heute, Galerie des VBK, Verein Berliner Künstler
- 2018 FREEDOM OF THE BEAST, Ventilator 24, Berlin
- 2018 PHILOSOPHICAL HEADS, Projektraum Ventilator 24, Berlin
- 2018 Universum V #OHNE TITEL#, N#N#, Pforzheim
- 2018 Die ultraviolette Linie, Galerie die kleine Weltlaterne, Berlin
- 2018 WESTRAUM, flurgalerie, Berlin
- 2018 UPDATE 18 I TOTALITÄR, VBK, Berlin
- 2018 HEALING, Paulinas friends, Berlin
- 2018 Universum IV, GELIEBT, Gruppenausstellung, Pforzheim
- 2018 ULTRAVIOLETT, Westraum, Berlin
- 2019 WEIHNACHTSAUSSTELLUNG 2019, Berlin
- 2019 Yellowfress, Künstler Krisen Katastrophen, Berlin
- 2019 ALWAYS IN MOTION, Berlin
- 2019 ADVENTEXPRESSIVE2019, Pforzheim
- 2019 print_affairs, Berlin
- 2019 scroll down, Berlin
- 2019 No. 114, Berlin
- 2019 Kopf an Kopf, Berlin
- 2019 SEX, Multimediale Ausstellung, Berlin
- 2019 a r t p f o r z h e i m 2019, Berlin
- 2019 dieHälftederWelt, UPDATE 19, Berlin
- 2019 Berliner Stillleben I, Berlin
- 2019 ARTSTURM in der ROGNITZ, Berlin
- 2020 Auftakt, WIE LEBEN?, Berlin
- 2020 Yellow Christmas, A WINDOW INSTALLATION, Berlin
- 2020 Bilder von Menschen, Berlin
- 2020 WESTRAUMflurgalerie20hWELTLATERNE, Berlin
- 2020 VANITY, Berlin
- 2020 PHÄNOMENE & METAMORPHOSEN, Berlin
- 2020 FLITTERWOCHEN IM ZOMBYZOO, Berlin
- 2020 Update 20, Volume 1, Berlin
- 2021 Delirium City, ein Bild, 3 × 17 Meter, C4, Berlin
- 2021 District 8, C4, Berlin
- 2022 AKTIONALE IV, Berlin
- 2022 SALON GRAS FRESSEN, Berlin
- 2023 Affordable Art Fair, C4/Stand B4, Hamburg
- 2023 DIKTAT: DAS BÖSE, Berlin
- 2024 Das Gesicht, Berlin
- 2024 Der neue Mensch, Berlin
- 2024 Männer, Wriezen
- 2024 Sellerie Weekend 24, Berlin
- 2025 A100|Wir fangen schon einmal damit an, Berlin